# Дионисиодор Кавнский
Дионисидор из Кавна (греч. Διονυσόδωρος ὁ Καύνειος, около 250 до н. э. — около 190 до н. э.) —  древнегреческий математик.
Евтокий приписывает ему решение задачи Архимеда о разделении полусферы в данном отношении плоскостью параллельной основанию.
Прежде идентифицировался или с Дионисидором из Амисены (Страбон. XII, 3, 16) или с Дионисидором из Мелоса (Плиний Старший. Естественная история, II, 112.248). В настоящее время, после изучения Геркуланумского папируса № 1044 (найден в 1900 г.), идентификация была изменена.